# Tim Harkness
Pour les articles homonymes, voir Harkness.
Tim Harkness, né le 23 décembre 1937 à Lachine, est un joueur québécois de baseball. Après avoir signé un contrat professionnel avec le club de hockey les Canadiens de Montréal, ce joueur natif de Québec opte pour une carrière au baseball. Surnommé le Babe Ruth du parc Lafontaine, il signe comme agent libre en 1956 avec les Phillies de Philadelphie et est échangé aux Dodgers de Brooklyn l'année suivante. Il fait son apprentissage dans les ligues mineures et obtient sa première chance en 1961 et 1962 où il disputera 97 parties comme réserviste et frappeur suppléant.
En novembre 1962, il passe aux Mets et déloge rapidement Marv Throneberry du poste de premier but des Mets de New York en 1963. À sa première année avec les Mets, il agit comme quatrième frappeur régulier de l'équipe (clean up batter). Il frappe même un grand chelem. Vers la fin de la saison,Ed Kranepool lui ravit son poste. Harkness aura laissé sa trace dans l'histoire des Mets en étant le premier Mets à frapper un coup sûr au Shea Stadium à New York le 17 avril 1964. 

En 1965, il fut échangé aux Reds de Cincinnati. Au camp d'entraînement, il dut se mesurer à un jeune joueur de 1er but prometteur, Tony Perez, qui connaîtra une remarquable carrière par la suite. Ce fut le chant du cygne pour Harkness. En 1966, il tente sa chance avec les Pirates de Pittsburgh mais n'arrive pas à se tailler un poste avec le grand club.

Il retourne au Canada et joue dans des ligues semi-professionnelles dont la défunte ligue provinciale du Québec. Il s'aligne avec Granby en 1969 puis Sherbrooke en 1970.